# Лига конференций УЕФА 2025/2026
Лига конференций УЕФА 2025/2026 — пятый сезон третьего по силе ежегодного соревнования футбольных клубов, входящих в состав УЕФА.
Это второй турнир Лиги конференций УЕФА, проводимый в новом формате.
Финал пройдёт на арене «Ред Булл» в Лейпциге.

## Распределение команд
В розыгрыше Лиги конференций УЕФА сезона 2025/2026 годов примут участие 167 команд из 54 ассоциаций УЕФА (за исключением России, которая в настоящий момент отстранена от участия в турнирах УЕФА). Количество участников от каждой страны определяется согласно таблице коэффициентов УЕФА:
- От ассоциаций с 1 по 12 участвуют по одной команде.
- От ассоциаций с 13 по 33 и с 51 по 55 (кроме России) участвуют по две команды.
- От ассоциации 34 (Лихтенштейн) участвует одна команда.
- От ассоциаций с 35 по 50 участвуют по три команды.

### Рейтинг футбольных ассоциаций
Количество команд от каждой национальной ассоциации, которые примут участие в Лиге конференций УЕФА сезона 2025/2026, определяется согласно рейтингу УЕФА на 2025 год, который учитывает выступления клубов конкретной страны за последние пять сезонов, с 2020/2021 по 2024/2025 годы.
Ассоциации могут иметь дополнительные команды, участвующие в Лиге конференций УЕФА:
- - (ЛЧ) — Команды, вылетевшие из Лиги чемпионов УЕФА
  - (ЛЕ) — Команды, вылетевшие из Лиги Европы УЕФА

| Место | Ассоциация | Коэф.   | Команды | Прим. |  |
| ----- | ---------- | ------- | ------- | ----- |  |
| 1     | Англия     | 104.303 | 1       |       |  |
| 2     | Италия     | 90.284  | 1       |       |  |
| 3     | Испания    | 89.489  | 1       |       |  |
| 4     | Германия   | 86.624  | 1       |       |  |
| 5     | Франция    | 66.831  | 1       |       |  |
| 6     | Нидерланды | 61.300  | 1       |       |  |
| 7     | Португалия | 56.316  | 1       |       |  |
| 8     | Бельгия    | 48.800  | 1       |       |  |
| 9     | Турция     | 38.600  | 1       |       |  |
| 10    | Чехия      | 36.050  | 1       |       |  |
| 11    | Шотландия  | 36.050  | 1       |       |  |
| 12    | Швейцария  | 32.975  | 1       |       |  |
| 13    | Австрия    | 32.600  | 2       |       |  |
| 14    | Норвегия   | 31.625  | 2       |       |  |
| 15    | Греция     | 31.525  | 2       |       |  |
| 16    | Дания      | 31.450  | 2       |       |  |
| 17    | Израиль    | 31.125  | 2       |       |  |
| 18    | Украина    | 28.000  | 2       |       |  |
| 19    | Сербия     | 27.775  | 2       |       |  |

| Место | Ассоциация        | Коэф.  | Команды | Прим. |  |
| ----- | ----------------- | ------ | ------- | ----- |  |
| 20    | Хорватия          | 25.525 | 2       |       |  |
| 21    | Польша            | 25.375 | 2       |       |  |
| 22    | Россия            | 22.965 | 0       | [ a ] |  |
| 23    | Кипр              | 22.100 | 2       |       |  |
| 24    | Венгрия           | 21.875 | 2       |       |  |
| 25    | Швеция            | 21.500 | 2       |       |  |
| 26    | Румыния           | 21.375 | 2       |       |  |
| 27    | Болгария          | 20.375 | 2       |       |  |
| 28    | Азербайджан       | 20.125 | 2       |       |  |
| 29    | Словакия          | 19.625 | 2       |       |  |
| 30    | Словения          | 13.250 | 2       |       |  |
| 31    | Молдова           | 13.125 | 2       |       |  |
| 32    | Косово            | 11.541 | 2       |       |  |
| 33    | Казахстан         | 11.500 | 2       |       |  |
| 34    | Финляндия         | 11.125 | 2       |       |  |
| 35    | Ирландия          | 10.875 | 2       |       |  |
| 36    | Армения           | 10.625 | 3       |       |  |
| 37    | Латвия            | 10.625 | 3       |       |  |
| 38    | Фарерские острова | 10.375 | 3       |       |  |

| Место | Ассоциация           | Коэф.  | Команды | Прим. |
| ----- | -------------------- | ------ | ------- | ----- |
| 39    | Босния и Герцеговина | 10.000 | 3       |       |
| 40    | Лихтенштейн          | 10.000 | 1       | [ b ] |
| 41    | Исландия             | 9.583  | 3       |       |
| 42    | Северная Ирландия    | 9.208  | 3       |       |
| 43    | Люксембург           | 8.625  | 3       |       |
| 44    | Литва                | 8.500  | 3       |       |
| 45    | Мальта               | 8.250  | 3       |       |
| 46    | Грузия               | 7.625  | 3       |       |
| 47    | Албания              | 7.375  | 3       |       |
| 48    | Эстония              | 7.207  | 3       |       |
| 49    | Беларусь             | 6.625  | 3       |       |
| 50    | Северная Македония   | 6.000  | 3       |       |
| 51    | Андорра              | 5.998  | 2       |       |
| 52    | Уэльс                | 5.791  | 2       |       |
| 53    | Черногория           | 5.708  | 2       |       |
| 54    | Гибралтар            | 4.957  | 2       |       |
| 55    | Сан-Марино           | 1.832  | 2       |       |

### Распределение команд по этапам
Ниже приведён список участников, допущенных к Лиге конференций сезона 2025/2026, с распределением по конкретным стадиям турнира.
|                                             |                                           | Начинают выступление с этого раунда | Вышли из предыдущего раунда                                                                                                  | Вышли из Лиги чемпионов УЕФА                                             | Вышли из Лиги Европы УЕФА                                                          |
| ------------------------------------------- | ----------------------------------------- | --- | --- | ------------------------------------------------------------------------ | ---------------------------------------------------------------------------------- |
| Первый квалификационный раунд (48 команд)   | Первый квалификационный раунд (48 команд) | - 8 обладателей национального кубка из ассоциаций 48-55 - 20 команд, занявших второе место в национальном чемпионате из ассоциаций 34-55 (кроме Ирландии и Лихтенштейна) - 20 команд, занявших третье место в национальном чемпионате из ассоциаций 30-50 (кроме Лихтенштейна) | |                                                                          |                                                                                    |
| Второй квалификационный раунд (100 команд)  | Чемпионы (12 команд)                      | | | - 12 команд, проигравших в первом квалификационном раунде Лиги чемпионов |                                                                                    |
| Второй квалификационный раунд (100 команд)  | Нечемпионы (88 команд)                    | - 12 обладателей национального кубка из ассоциаций 36-47 - 18 команд, занявших второе место в национальном чемпионате из ассоциаций 16-33 (кроме России) и 35 - 16 команд, занявших третье место или победивших в плей-офф в национальном чемпионате из ассоциаций 13-29 (кроме России) - 9 команд, занявших четвёртое место или победивших в плей-офф в национальном чемпионате из ассоциаций 7-15 - 1 команда, занявшая пятое место в национальном чемпионате из ассоциации 6 | - 24 победителя первого квалификационного раунда                                                                             |                                                                          | - 8 команд, проигравших в первом квалификационном раунде Лиги Европы               |
| Третий квалификационный раунд (60 команд)   | Чемпионы (8 команд)                       | | - 6 победителей второго квалификационного раунда (чемпионы)                                                                  | - 2 команды, проигравшая в первом квалификационном раунде Лиги чемпионов |                                                                                    |
| Третий квалификационный раунд (60 команд)   | Нечемпионы (52 команды)                   | | - 44 победителя второго квалификационного раунда (нечемпионы)                                                                |                                                                          | - 8 команд, проигравших во втором квалификационном раунде Лиги Европы              |
| Квалификационный раунд плей-офф (48 команд) | Чемпионы (10 команд)                      | | - 4 победителя третьего квалификационного раунда (чемпионы)                                                                  |                                                                          | - 6 команд, проигравших в третьем квалификационном раунде Лиги Европы (чемпионы)   |
| Квалификационный раунд плей-офф (48 команд) | Нечемпионы (38 команд)                    | - 5 команд, занявших шестое место в национальном чемпионате из ассоциаций 1-5 (обладатель Кубка Английской лиги для Англии) | - 26 победителей третьего квалификационного раунда (нечемпионы)                                                              |                                                                          | - 7 команд, проигравших в третьем квалификационном раунде Лиги Европы (нечемпионы) |
| Общий этап (36 команд)                      | Общий этап (36 команд)                    | | - 5 победителей квалификационного раунда плей-офф (чемпионы) - 19 победителей квалификационного раунда плей-офф (нечемпионы) |                                                                          | - 12 команд, проигравших в квалификационном раунде плей-офф Лиги Европы            |

Вышеуказанная информация отражает продолжающееся отстранение России от участия в турнирах УЕФА, в связи с чем произошли следующие изменения:
- Обладатели кубков ассоциаций 39-44 (Босния и Герцеговина, Лихтенштейн, Исландия, Северная Ирландия, Люксембург и Литва) прошли во второй квалификационный раунд вместо первого квалификационного раунда.
- Один из проигравших в первом квалификационном раунде Лиги чемпионов, который будет определён жеребьёвкой, вследствие сокращения количества команд в указанной стадии пройдёт в третий квалификационный раунд (чемпионы) вместо второго квалификационного раунда (чемпионы).

Победитель Лиги конференций УЕФА 2024/2025 («Челси») квалифицировался в общий этап Лиги чемпионов через национальный чемпионат, в связи с чем произошли следующие изменения:
- Обладатель кубка ассоциации 34 (Финляндия) прошла в первый квалификационный раунд Лиги Европы вместо второго квалификационного раунда Лиги конференций.
- Обладатели кубков ассоциаций 45-46 (Мальта и Грузия) прошли во второй квалификационный раунд вместо первого квалификационного раунда.

Победитель Лиги чемпионов УЕФА 2024/2025 («Пари Сен-Жермен») квалифицировался в Лигу чемпионов 2024/2025 через свой домашний чемпионат. В связи с этим в списке участников Лиги конференций произошли следующие изменения:
- Один из проигравших в первом квалификационном раунде Лиги чемпионов (всего их двое), который будет определён жеребьёвкой, вследствие сокращения количества команд в указанной стадии пройдёт в третий квалификационный раунд (чемпионы) вместо второго квалификационного раунда (чемпионы).

### Команды
Обозначения:
- (ОК): Обладатель национальных кубков
- (2-е, 3-е, 4-е, 5-е, 6-е) и т. д.: позиция команды в национальной лиге предыдущего сезона.
- (ОКЛ): Обладатель Кубка Лиги
- (РЧ): Победитель регулярного этапа национальной лиги предыдущего сезона
- (ПО): Победитель плей-офф национальной лиги за место в Лиге конференций
- (ЛЧ): Команда перешла из Лиги чемпионов
  - К1: Команда выбыла из первого квалификационного раунда
- (ЛЕ): Команда перешла из Лиги Европы
  - ПО: Команда выбыла из квалификационного раунда плей-офф
  - ПЧ/ПЛ К3: Команда выбыла из третьего квалификационного раунда (Путь чемпионов/Путь лиг)
  - ПЛ К2: Команда выбыла из второго квалификационного раунда (Путь лиг)
  - ПЛ К1: Команда выбыла из первого квалификационного раунда (Путь лиг)

Второй и третий квалификационные раунды и раунд плей-офф делятся на Путь чемпионов (ПЧ) и Путь лиг (ПЛ).
| Раунд                           | Раунд                         | Команды                      | Команды                    | Команды                    | Команды                   |
| ------------------------------- | ----------------------------- | ---------------------------- | -------------------------- | -------------------------- | ------------------------- |
| Общий этап                      | Общий этап                    | (ЛЕ ПО)                      | (ЛЕ ПО)                    | (ЛЕ ПО)                    | (ЛЕ ПО)                   |
| Общий этап                      | Общий этап                    | (ЛЕ ПО)                      | (ЛЕ ПО)                    | (ЛЕ ПО)                    | (ЛЕ ПО)                   |
| Общий этап                      | Общий этап                    | (ЛЕ ПО)                      | (ЛЕ ПО)                    | (ЛЕ ПО)                    | (ЛЕ ПО)                   |
|                                 |                               |                              |                            |                            |                           |
| Квалификационный раунд плей-офф | ПЧ                            | Дрита (ЛЕ ПЧ К3)             | Шелбурн (ЛЕ ПЧ К3)         | Ноа (ЛЕ ПЧ К3)             | РФШ (ЛЕ ПЧ К3)            |
| Квалификационный раунд плей-офф | ПЧ                            | Брейдаблик (ЛЕ ПЧ К3)        | Хамрун Спартанс (ЛЕ ПЧ К3) |                            |                           |
| Квалификационный раунд плей-офф | ПЛ                            | Кристал Пэлас (ОК)           | Фиорентина (6-е)           | Райо Вальекано (8-е)       | Майнц 05 (6-е)            |
| Квалификационный раунд плей-офф | ПЛ                            | Страсбур (7-е)               | Серветт (ЛЕ ПЛ К3)         | Вольфсберг (ЛЕ ПЛ К3)      | Фредрикстад (ЛЕ ПЛ К3)    |
| Квалификационный раунд плей-офф | ПЛ                            | Легия (ЛЕ ПЛ К3)             | Шахтёр (ЛЕ ПЛ К3)          | Хеккен (ЛЕ ПЛ К3)          | ЧФР Клуж (ЛЕ ПЛ К3)       |
|                                 |                               |                              |                            |                            |                           |
| Третий квалификационный раунд   | ПЧ                            | Викингур Лайрвуйк (ЛЧ К1)    | Виртус (ЛЧ К1)             |                            |                           |
| Третий квалификационный раунд   | ПЛ                            | Андерлехт (ЛЕ ПЛ К2)         | Бешикташ (ЛЕ ПЛ К2)        | Баник Острава (ЛЕ ПЛ К2)   | Хиберниан (ЛЕ ПЛ К2)      |
| Третий квалификационный раунд   | ПЛ                            | Лугано (ЛЕ ПЛ К2)            | Левски София (ЛЕ ПЛ К2)    | Целе (ЛЕ ПЛ К2)            | Шериф (ЛЕ ПЛ К2)          |
| Третий квалификационный раунд   | ПЛ                            |                              |                            |                            |                           |
|                                 |                               |                              |                            |                            |                           |
| Второй квалификационный раунд   | ПЧ                            | Олимпия Любляна (ЛЧ К1)      | Милсами (ЛЧ К1)            | Линфилд (ЛЧ К1)            | Дифферданж 03 (ЛЧ К1)     |
| Второй квалификационный раунд   | ПЧ                            | Жальгирис (ЛЧ К1)            | Иберия 1999 (ЛЧ К1)        | Эгнатия (ЛЧ К1)            | Левадия (ЛЧ К1)           |
| Второй квалификационный раунд   | ПЧ                            | Динамо Минск (ЛЧ К1)         | Интер Эскальдес (ЛЧ К1)    | Нью-Сейнтс (ЛЧ К1)         | Будучност (ЛЧ К1)         |
| Второй квалификационный раунд   | ПЛ                            | Хапоэль Беэр-Шева (ЛЕ ПЛ К1) | Пакш (ЛЕ ПЛ К1)            | Сабах (ЛЕ ПЛ К1)           | Спартак Трнава (ЛЕ ПЛ К1) |
| Второй квалификационный раунд   | ПЛ                            | Приштина (ЛЕ ПЛ К1)          | Актобе (ЛЕ ПЛ К1)          | Ильвес (ЛЕ ПЛ К1)          | Партизан (ЛЕ ПЛ К1)       |
| Второй квалификационный раунд   | ПЛ                            | АЗ (ПО)                      | Санта-Клара (5-е)          | Шарлеруа (ПО)              | Истанбул Башакшехир (5-е) |
| Второй квалификационный раунд   | ПЛ                            | Спарта Прага (4-е)           | Данди Юнайтед (4-е)        | Лозанна (5-е)              | Аустрия Вена (3-е)        |
| Второй квалификационный раунд   | ПЛ                            | Рапид Вена (ПО)              | Викинг (3-е)               | Русенборг (4-е)            | АЕК Афины (4-е)           |
| Второй квалификационный раунд   | ПЛ                            | Арис Салоники (5-е)          | Брондбю (3-е)              | Силькеборг (ПО)            | Маккаби Хайфа (2-е)       |
| Второй квалификационный раунд   | ПЛ                            | Бейтар (4-е)                 | Александрия (2-е)          | Полесье (4-е)              | Нови-Пазар (3-е)          |
| Второй квалификационный раунд   | ПЛ                            | Раднички 1923 (5-е)          | Хайдук (3-е)               | Вараждин (4-е)             | Ракув (2-е)               |
| Второй квалификационный раунд   | ПЛ                            | Ягеллония (3-е)              | Арис Лимасол (2-е)         | Омония (3-е)               | Академия Пушкаша (2-е)    |
| Второй квалификационный раунд   | ПЛ                            | Дьёр (4-е)                   | Хаммарбю (2-е)             | АИК (3-е)                  | Университатя Крайова (ПО) |
| Второй квалификационный раунд   | ПЛ                            | Университатя Клуж (4-е)      | Черно море (3-е)           | Арда Кырджали (ПО)         | Зиря (2-е)                |
| Второй квалификационный раунд   | ПЛ                            | Араз-Нахчыван (3-е)          | Жилина (2-е)               | Кошице (5-е)               | Марибор (2-е)             |
| Второй квалификационный раунд   | ПЛ                            | Зимбру (3-е)                 | Балкани (2-е)              | Астана (2-е)               | Шемрок Роверс (2-е)       |
| Второй квалификационный раунд   | ПЛ                            | Арарат-Армения (2-е)         | Рига (2-е)                 | ХБ Торсхавн (ОК)           | Сараево (ОК)              |
| Второй квалификационный раунд   | ПЛ                            | Вадуц (ОК)                   | Акюрейри (ОК)              | Данганнон Свифтс (ОК)      | УНА Штрассен (2-е)        |
| Второй квалификационный раунд   | ПЛ                            | Банга (ОК)                   | Хибернианс (ОК)            | Спаэри (ОК)                | Динамо Сити (ОК)          |
|                                 |                               |                              |                            |                            |                           |
| Первый квалификационный раунд   | Первый квалификационный раунд | Копер (3-е)                  | Петрокуб (4-е)             | Малишева (4-е)             | Ордабасы (4-е)            |
| Первый квалификационный раунд   | Первый квалификационный раунд | ХИК (3-е)                    | СИК (ПО)                   | Сент-Патрикс Атлетик (3-е) | Урарту (3-е)              |
| Первый квалификационный раунд   | Первый квалификационный раунд | Пюник (4-е)                  | Ауда (3-е)                 | Даугавпилс (5-е)           | КИ Клаксвик (2-е)         |
| Первый квалификационный раунд   | Первый квалификационный раунд | НСИ (4-е)                    | Борац Баня-Лука (2-е)      | Железничар Сараево (4-е)   | Викингур Рейкьявик (2-е)  |
| Первый квалификационный раунд   | Первый квалификационный раунд | Валюр (3-е)                  | Ларн (2-е)                 | Клифтонвилл (ОК)           | Ф91 Дюделанж (3-е)        |
| Первый квалификационный раунд   | Первый квалификационный раунд | Расинг Унион (4-е)           | Хегельманн (2-е)           | Кауно Жальгирис (3-е)      | Биркиркара (2-е)          |
| Первый квалификационный раунд   | Первый квалификационный раунд | Флориана (3-е)               | Торпедо Кутаиси (2-е)      | Дила (3-е)                 | Влазния (2-е)             |
| Первый квалификационный раунд   | Первый квалификационный раунд | Партизани (3-е)              | Нымме Калью (ОК)           | Пайде (3-е)                | Флора (4-е)               |
| Первый квалификационный раунд   | Первый квалификационный раунд | Неман (ОК)                   | Торпедо-БелАЗ (3-е)        | Динамо-Брест (4-е)         | Вардар (ОК)               |
| Первый квалификационный раунд   | Первый квалификационный раунд | Силекс (2-е)                 | Работнички (3-е)           | Атлетик Эскальдес (2-е)    | Санта-Колома (3-е)        |
| Первый квалификационный раунд   | Первый квалификационный раунд | Пенибонт (2-е)               | Хаверфордуэст Каунти (ОК)  | Дечич (ОК)                 | Сутьеска (3-е)            |
| Первый квалификационный раунд   | Первый квалификационный раунд | Бруно’с Мэгпайс (ОК)         | Сент-Джозефс (2-е)         | Ла Фиорита (ПО)            | Тре Фьори (3-е)           |

Примечания
1. 1 2 3  Россия: 28 февраля 2022 года российские футбольные клубы и национальные футбольные сборные России были отстранены от турниров ФИФА и УЕФА до особого распоряжения, по участию в каждом конкретном сезоне и турнире принимается отдельное решение[5][6].
2. 1 2 3  Лихтенштейн: Семь клубов, контролируемых Лихтенштейнским футбольным союзом, выступают в системе футбольных лиг Швейцарии. Лихтенштейнский футбольный союз проводит только Кубок Лихтенштейна.
3. ↑  Англия: Обладатель Кубка Англии «Кристал Пэлас», который должен был стартовать в общем этапе Лиги Европы, переведён в Лигу конференций решением УЕФА из-за общего владельца с французским «Лионом», который также квалифицировался в Лигу Европы, но получил приоритет участия в этом турнире за счёт более высокого места в национальном чемпионате. Место «Кристал Пэлас» в общем этапе Лиги Европы передано «Ноттингем Форест», который занял седьмое место в чемпионате Англии и должен был стартовать в квалификационном раунде плей-офф Лиги конференций. Освободившееся место в этом турнире перешло к «Кристал Пэлас».
4. 1 2  Лига чемпионов (ЛЧ К1): Двое проигравших в первом квалификационном раунде Лиги чемпионов, которые будут определены жеребьёвкой, получат пропуск в третий квалификационный раунд Лиги конференций (Путь чемпионов), так как во второй квалификационный раунд (Путь чемпионов) было переведено на двух проигравших меньше из-за уменьшения числа команд в раунде Лиги чемпионов, связанного с итогами Лиги чемпионов 2024/2025 и отстранением клубов России из турниров УЕФА сезона 2025/2026.
5. 1 2 3  Ирландия: Обладатель Кубка Ирландии «Дроэда Юнайтед» исключён из турнира решением УЕФА из-за общего владельца с датским «Силькеборгом», ещё одним участником турнира, получившим приоритет участия за счёт более высокого места в национальном чемпионате. Место во втором квалификационном раунде перешло клубу «Шемрок Роверс», который занял второе место в чемпионате Ирландии и должен был стартовать в первом квалификационном раунде. Место участника Лиги конференций от Ирландии из-за отсутствия других команд с лицензиями УЕФА, кроме тех, кто квалифицировался в еврокубки ранее, было освобождено. Путём балансировки во второй квалификационный раунд был переведён обладатель Кубка Албании («Динамо Сити»), страны, имевшей наивысший коэффициент УЕФА среди стран, обладатели Кубка которых стартуют с первого квалификационного раунда.
6. ↑  Сербия: ОФК Белград, занявший четвёртое место в чемпионате Сербии, не получил лицензию УЕФА. Место в соревновании перешло клубу «Раднички 1923», занявшему пятое место.
7. 1 2  Словакия: ДАК 1904, занявший четвёртое место и квалифицировавшийся по итогам плей-офф чемпионата Словакии, исключён из турнира решением УЕФА из-за общего владельца с венгерским «Дьёром», ещё одним участником турнира, получившим приоритет участия из-за более высокого места страны в таблице коэффициентов УЕФА. Место в соревновании перешло клубу «Кошице», занявшему следующее за ДАК 1904 место в чемпионате.
8. ↑  Латвия: «Валмиера», занявшая четвёртое место в чемпионате Латвии, не получила лицензию УЕФА. Место в соревновании перешло клубу «Даугавпилс», занявшему пятое место.
9. ↑  Черногория: «Петровац», занявший второе место в чемпионате Черногории, не получил лицензию УЕФА. Место в соревновании перешло клубу «Сутьеска», занявшему третье место.

## Расписание
График соревнований следующий. Матчи запланированы на четверг, с исключительным днем 19 декабря, за исключением финала, который состоится в среду, хотя в исключительных случаях может проводиться по вторникам или средам из-за конфликтов в расписании.
| Фаза                  | Раунд                           | Дата жеребьёвки | Первый матч                          | Ответный матч                        |
| --------------------- | ------------------------------- | --------------- | ------------------------------------ | ------------------------------------ |
| Квалификация          | Первый квалификационный раунд   | 17 июня 2025    | 10 июля 2025                         | 17 июля 2025                         |
| Квалификация          | Второй квалификационный раунд   | 18 июня 2025    | 24 июля 2025                         | 31 июля 2025                         |
| Квалификация          | Третий квалификационный раунд   | 21 июля 2025    | 7 августа 2025                       | 14 августа 2025                      |
| Плей-офф квалификации | Квалификационный раунд плей-офф | 4 августа 2025  | 21 августа 2025                      | 28 августа 2025                      |
| Общий этап            | Игровой день 1                  | 29 августа 2025 | 2 октября 2025                       | 2 октября 2025                       |
| Общий этап            | Игровой день 2                  | 29 августа 2025 | 23 октября 2025                      | 23 октября 2025                      |
| Общий этап            | Игровой день 3                  | 29 августа 2025 | 6 ноября 2025                        | 6 ноября 2025                        |
| Общий этап            | Игровой день 4                  | 29 августа 2025 | 27 ноября 2025                       | 27 ноября 2025                       |
| Общий этап            | Игровой день 5                  | 29 августа 2025 | 11 декабря 2025                      | 11 декабря 2025                      |
| Общий этап            | Игровой день 6                  | 29 августа 2025 | 18 декабря 2025                      | 18 декабря 2025                      |
| Плей-офф              | Стыковые матчи плей-офф         | 16 января 2026  | 13 февраля 2025                      | 20 февраля 2025                      |
| Плей-офф              | 1/8 финала                      | 27 февраля 2026 | 12 марта 2026                        | 19 марта 2026                        |
| Плей-офф              | Четвертьфиналы                  | 27 февраля 2026 | 9 апреля 2026                        | 16 апреля 2026                       |
| Плей-офф              | Полуфиналы                      | 27 февраля 2026 | 30 апреля 2026                       | 7 мая 2026                           |
| Плей-офф              | Финал                           | 27 февраля 2026 | 27 мая 2026, Ред Булл Арена, Лейпциг | 27 мая 2026, Ред Булл Арена, Лейпциг |

## Квалификация

### Первый квалификационный раунд
Первые матчи прошли 8 и 10 июля, ответные — 16 и 17 июля 2025 года. Победители вышли во второй квалификационный раунд.
| Команда 1            | Итог         | Команда 2            | 1-й матч | 2-й матч       |
| -------------------- | ------------ | -------------------- | -------- | -------------- |
| НСИ                  | 4:5          | ХИК                  | 4:0      | 0:5 (доп. вр.) |
| Торпедо Кутаиси      | 5:4          | Ордабасы             | 4:3      | 1:1            |
| Железничар Сараево   | 2:4          | Копер                | 1:1      | 1:3            |
| СИК                  | 1:4          | КИ Клаксвик          | 1:2      | 0:2            |
| Нымме Калью          | 2:1          | Партизани            | 1:1      | 1:0 (доп. вр.) |
| Тре Фьори            | 1:5          | Пюник                | 1:0      | 0:5            |
| Сент-Патрикс Атлетик | 3:0          | Хегельманн           | 1:0      | 2:0            |
| Дечич                | 3:2          | Силекс               | 2:0      | 1:2            |
| Сутьеска             | 3:2          | Динамо-Брест         | 1:2      | 2:0            |
| Ларн                 | 2:2 (4:2 п.) | Ауда                 | 0:0      | 2:2 (доп. вр.) |
| Флориана             | 5:3          | Хаверфордуэст Каунти | 2:1      | 3:2            |
| Торпедо-БелАЗ        | 4:0          | Работнички           | 3:0      | 1:0            |
| Бруно'с Мэгпайс      | 3:7          | Пайде                | 2:3      | 1:4            |
| Биркиркара           | 1:3          | Петрокуб             | 1:0      | 0:3            |
| Атлетик Эскальдес    | 5:2          | Ф91 Дюделанж         | 2:0      | 3:2            |
| Валюр                | 5:1          | Флора                | 3:0      | 2:1            |
| Малишева             | 0:9          | Викингур Рейкьявик   | 0:1      | 0:8            |
| Расинг Унион         | 1:3          | Дила                 | 1:2      | 0:1            |
| Влазния              | 4:3          | Даугавпилс           | 0:1      | 4:2            |
| Урарту               | 1:6          | Неман                | 1:2      | 0:4            |
| Вардар               | 5:2          | Ла Фиорита           | 3:0      | 2:2            |
| Кауно Жальгирис      | 4:1          | Пенибонт             | 3:0      | 1:1            |
| Сент-Джозефс         | 5:4          | Клифтонвилл          | 2:2      | 3:2 (доп. вр.) |
| Борац Баня-Лука      | 3:4          | Санта-Колома         | 1:4      | 2:0            |

### Второй квалификационный раунд
Первые матчи прошли с 22 по 24 июля, ответные — 29 и 31 июля 2025 года. Победители вышли в третий квалификационный раунд.

#### Путь чемпионов
| Команда 1       | Итог | Команда 2       | 1-й матч | 2-й матч       |
| --------------- | ---- | --------------- | -------- | -------------- |
| Левадия         | 3:2  | Иберия 1999     | 1:0      | 2:2 (доп. вр.) |
| Жальгирис       | 0:2  | Линфилд         | 0:0      | 0:2            |
| Нью-Сейнтс      | 0:2  | Дифферданж 03   | 0:1      | 0:1            |
| Олимпия Любляна | 5:3  | Интер Эскальдес | 4:2      | 1:1            |
| Будучност       | 1:2  | Милсами         | 0:0      | 1:2            |
| Динамо Минск    | 0:3  | Эгнатия         | 0:2      | 0:1            |

#### Путь лиги
| Команда 1            | Итог         | Команда 2            | 1-й матч | 2-й матч       |
| -------------------- | ------------ | -------------------- | -------- | -------------- |
| Данди Юнайтед        | 2:0          | УНА Штрассен         | 1:0      | 1:0            |
| Ларн                 | 1:1 (5:4 п.) | Приштина             | 0:0      | 1:1 (доп. вр.) |
| Кошице               | 3:4          | Неман                | 2:3      | 1:1            |
| Вадуц                | 3:1          | Данганнон Свифтс     | 0:1      | 3:0 (доп. вр.) |
| Силькеборг           | 4:3          | Акюрейри             | 1:1      | 3:2 (доп. вр.) |
| Русенборг            | 7:0          | Банга                | 5:0      | 2:0            |
| Атлетик Эскальдес    | 2:3          | Динамо Сити          | 1:2      | 1:1            |
| Аустрия Вена         | 7:0          | Спаэри               | 2:0      | 5:0            |
| Балкани              | 5:3          | Флориана             | 4:2      | 1:1            |
| Викинг               | 12:3         | Копер                | 7:0      | 5:3            |
| АЕК Афины            | 1:0          | Хапоэль Беэр-Шева    | 1:0      | 0:0            |
| Пюник                | 3:4          | Дьёр                 | 2:1      | 1:3            |
| Рига                 | 5:4          | Дила                 | 2:1      | 3:3            |
| Ракув                | 6:1          | Жилина               | 3:0      | 3:1            |
| Петрокуб             | 1:6          | Сабах                | 0:2      | 1:4            |
| Арарат-Армения       | 2:1          | Университатя Клуж    | 0:0      | 2:1 (доп. вр.) |
| Вараждин             | 2:3          | Санта-Клара          | 2:1      | 0:2            |
| Кауно Жальгирис      | 3:2          | Валюр                | 1:1      | 2:1            |
| Пакш                 | 2:1          | Марибор              | 1:0      | 1:1            |
| Влазния              | 4:5          | Викингур Рейкьявик   | 2:1      | 2:4 (доп. вр.) |
| Хаммарбю             | 2:1          | Шарлеруа             | 0:0      | 2:1 (доп. вр.) |
| Раднички 1923        | 0:1          | КИ Клаксвик          | 0:0      | 0:1            |
| Нови-Пазар           | 2:5          | Ягеллония            | 1:2      | 1:3            |
| Полесье              | 5:3          | Санта-Колома         | 1:2      | 4:1            |
| Вардар               | 2:6          | Лозанна              | 2:1      | 0:5            |
| ХБ Торсхавн          | 1:2          | Брондбю              | 1:1      | 0:1            |
| Александрия          | 0:6          | Партизан             | 0:2      | 0:4            |
| Хибернианс           | 2:7          | Спартак Трнава       | 1:2      | 1:5            |
| Сент-Патрикс Атлетик | 3:2          | Нымме Калью          | 1:0      | 2:2 (доп. вр.) |
| Пайде                | 0:8          | АИК                  | 0:2      | 0:6            |
| Сараево              | 2:5          | Университатя Крайова | 2:1      | 0:4            |
| Арис Лимасол         | 5:2          | Академия Пушкаша     | 3:2      | 2:0            |
| Сент-Джозефс         | 0:4          | Шемрок Роверс        | 0:4      | 0:0            |
| Ильвес               | 4:8          | АЗ                   | 4:3      | 0:5            |
| Зиря                 | 2:3          | Хайдук               | 1:1      | 1:2 (доп. вр.) |
| Арда Кырджали        | 2:2 (4:3 п.) | ХИК                  | 0:0      | 2:2 (доп. вр.) |
| Актобе               | 2:5          | Спарта Прага         | 2:1      | 0:4            |
| Астана               | 3:1          | Зимбру               | 1:1      | 2:0            |
| Дечич                | 2:6          | Рапид Вена           | 0:2      | 2:4            |
| Торпедо-БелАЗ        | 1:4          | Маккаби Хайфа        | 1:1      | 0:3            |
| Араз-Нахчыван        | 4:3          | Арис Салоники        | 2:1      | 2:2            |
| Омония               | 5:0          | Торпедо Кутаиси      | 1:0      | 4:0            |
| Черно море           | 0:5          | Истанбул Башакшехир  | 0:1      | 0:4            |
| Сутьеска             | 3:7          | Бейтар               | 1:2      | 2:5            |

### Третий квалификационный раунд
Первые матчи прошли 5 и 7 августа, ответные пройдут 13 и 14 августа 2025 года. Победители выйдут в квалификационный раунд плей-офф.

#### Путь чемпионов
| Команда 1         | Итог | Команда 2 | 1-й матч | 2-й матч       |
| ----------------- | ---- | --------- | -------- | -------------- |
| Олимпия Любляна   | 1    | Эгнатия   | 0:0      | 14 авг         |
| Милсами           | 3:5  | Виртус    | 3:2      | 0:3            |
| Дифферданж 03     | 5:4  | Левадия   | 2:3      | 3:1 (доп. вр.) |
| Викингур Лайрвуйк | 2:3  | Линфилд   | 2:1      | 0:2            |

#### Путь лиги
| Команда 1            | Итог         | Команда 2           | 1-й матч | 2-й матч       |
| -------------------- | ------------ | ------------------- | -------- | -------------- |
| Рапид Вена           | 1            | Данди Юнайтед       | 2:2      | 14 авг         |
| Спарта Прага         | 6:2          | Арарат-Армения      | 4:1      | 2:1            |
| АЗ                   | 4:0          | Вадуц               | 3:0      | 1:0            |
| Лугано               | 4:7          | Целе                | 0:5      | 4:2            |
| КИ Клаксвик          | 2:2 (4:5 п.) | Неман               | 2:0      | 0:2 (доп. вр.) |
| Рига                 | 4:3          | Бейтар              | 3:0      | 1:3            |
| Викингур Рейкьявик   | 3:4          | Брондбю             | 3:0      | 0:4            |
| Хайдук               | 8            | Динамо Сити         | 2:1      | 14 авг         |
| Андерлехт            | 4:1          | Шериф               | 3:0      | 1:1            |
| Лозанна              | 5:1          | Астана              | 3:1      | 2:0            |
| Ларн                 | 0:3          | Санта-Клара         | 0:3      | 0:0            |
| Арис Лимасол         | 3:5          | АЕК Афины           | 2:2      | 1:3 (доп. вр.) |
| Викинг               | 2:4          | Истанбул Башакшехир | 1:3      | 1:1            |
| Араз-Нахчыван        | 0:9          | Омония              | 0:4      | 0:5            |
| Балкани              | 1:4          | Шемрок Роверс       | 1:0      | 0:4            |
| Ракув                | 2:1          | Маккаби Хайфа       | 0:1      | 2:0            |
| АИК                  | 2:3          | Дьёр                | 2:1      | 0:2            |
| Университатя Крайова | 6:4          | Спартак Трнава      | 3:0      | 3:4 (доп. вр.) |
| Полесье              | 4:2          | Пакш                | 3:0      | 1:2            |
| Левски София         | 3:0          | Сабах               | 1:0      | 2:0            |
| Силькеборг           | 2:3          | Ягеллония           | 0:1      | 2:2            |
| Партизан             | 22           | Хиберниан           | 0:2      | 14 авг         |
| Баник Острава        | 5:4          | Аустрия Вена        | 4:3      | 1:1            |
| Русенборг            | 1:0          | Хаммарбю            | 0:0      | 1:0            |
| Сент-Патрикс Атлетик | 3:7          | Бешикташ            | 1:4      | 2:3            |
| Кауно Жальгирис      | 0:3          | Арда Кырджали       | 0:1      | 0:2            |

## Общий этап
Жеребьёвка общего этапа пройдёт 29 августа 2025 года.
Команды распределены в шесть корзин по шесть команд в каждой на основе коэффициентов УЕФА сезона 2024/25. Каждая команда проведёт три матча дома и три матча на выезде (по одной игре дома и по одной на выезде с каждым соперником из шести корзин).